# Begijnhofkapel (Overijse)

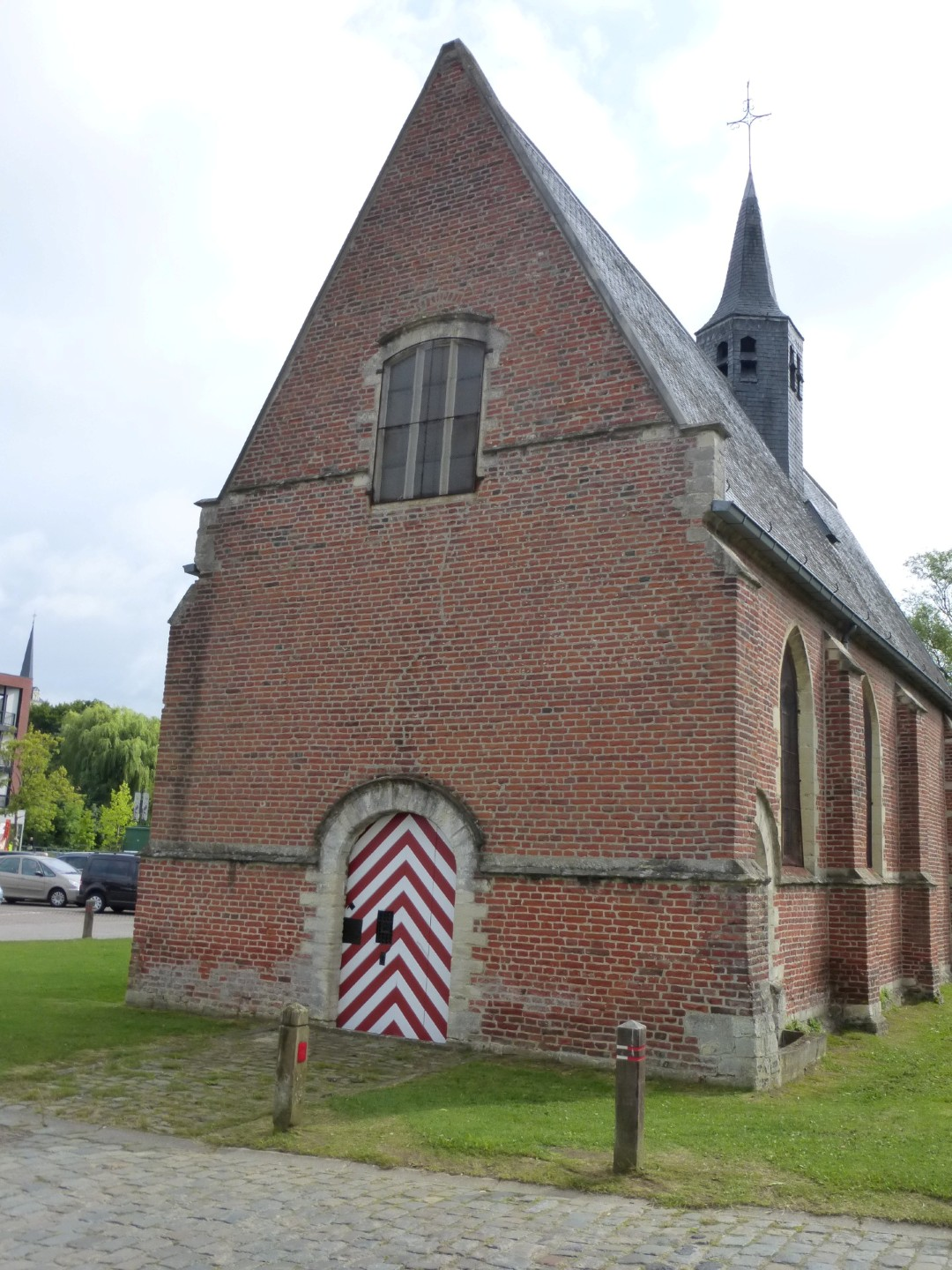
Begijnhofkapel

De Begijnhofkapel is een kapel in de Vlaams-Brabantse plaats Overijse, gelegen aan het Begijnhof.

## Geschiedenis
Het begijnhof van Overijse werd in 1264 gesticht en was gewijd aan Onze-Lieve-Vrouw. Het viel onder de Abdij van Hertogendal te Hamme-Mille. Het begijnhof kwam in financiële moeilijkheden en omstreeks 1650 was het gedaan met de begijnengemeenschap. In de 18e eeuw werd gepoogd het begijnenleven te herstellen, maar dit leidde niet tot blijvend resultaat.
Eind 18e eeuw had het begijnhof de status van godshuis en kon daarmee ook onder Keizer Jozef II blijven voortbestaan. Na de Franse Revolutie kwam de instelling aan de Burgerlijke Godshuizen (waaruit het OCMW is voortgekomen). Tot 1965 werden hier de armen opgevangen maar daarna werden de begijnenhuisjes afgebroken. Ook het bijbehorende kerkhof werd begin 16e eeuw al gedeeltelijk geruimd en in de 20e eeuw verdween het geheel. De bron, Begijnenborre genaamd, bleef bestaan.
De kapel werd voor het eerst vermeld in 1509 maar is vermoedelijk eind 15e eeuw gebouwd. Vanaf 1941 vonden er restauratiewerken plaats. In 1965 werd de kapel opnieuw ingewijd en er vonden nog enkele erediensten plaats, maar in 1994 werd de kapel onttrokken aan de eredienst en onder meer ingezet voor het gemeentelijk archief.

## Gebouw
Het betreft een eenbeukige bakstenen kapel met recht afgesloten koor.

## Interieur
Het interieur wordt overkluisd door een tongewelf met rococostucwerk van 1745.
Het kerkmeubilair werd vrijwel geheel verwijderd. Het huidige altaar is van 1965. Drie grafstenen werden in de muren ingemetseld: één van 1302, één van 1307 en één van 1637.